# 奧地利國會
奧地利議會（德語：Österreichisches Parlament）是奧地利共和國的立法機關，由兩院組成，分別為國民議會（下议院）和聯邦議會（上议院）組成。
| 國民議會 - 183 席 - 直選產生 - 任期五年 | 聯邦議會 - 無定席數，現有61席 - 邦議會任命 - 任期由邦議會確定 |
| 聯邦大會 (國民議會和聯邦議會的聯席會議) |                                                               |

國民議會設183席，由直選產生，任期5年，但可提早解散。國民議會為國會的下院。
聯邦議會由奧地利9個邦各自指派代表組成，每邦可指派的數目大致按人口比例分配，因此每屆聯邦議會議席數目略有不同。現時聯邦議會有61席，平日只有拖延國民議會的權力，因為在聯邦政策層面，國民議會有最終否決聯邦議會議案的權力。但若涉及聯邦議會職權和各邦自身權力的情事，聯邦議會則有最終否決權。
聯邦大會 (Bundesversammlung)則是國民議會和聯邦議會的聯席會議，擁有一定的儀式上的功能。一般情況下只有新任聯邦總統就職時，才會召開聯邦大會，以便國會議員見證總統就職。而根據奧地利憲法，聯邦大會在非常情況下有特殊的憲法責任，如有確認彈劾聯邦總統的權力。
國民議會和聯邦議會，以及聯邦大會的會議，都在維也納的環城大道的國會大廈內召開。

## 外部連結
- The Austrian Parliament - Official Homepage （页面存档备份，存于）